# Aeroportul Enontekiö
Aeroportul Enontekiö (IATA: ENF, ICAO: EFET) este un aeroport din Enontekiö, Laponia, Regional State Administrative Agency for Lapland⁠(d), Finlanda ce deservește zona Enontekiö. Aeroportul a fost tranzitat în 2021 de 0 pasageri. A fost deschis în 1980 și numit după zona deservită.
Situat la o altitudine de 307 m, aeroportul dispune de 1 pistă. Este operat de Finavia⁠(d).

## Infrastructură

### Piste
Aeroportul dispune de o singură pistă. Pista 03/21 are suprafața de asfalt și dimensiunile 2.001 m × 45 m. 